# Paweł Wszołek
Paweł Wszołek (Tczew, 30 april 1992) is een Pools voetballer die bij voorkeur als vleugelspeler speelt. Wszołek speelt bij Legia Warschau sinds juli 2022. In 2012 debuteerde hij in het Pools nationaal elftal.

## Clubcarrière
Wszołek debuteerde voor Polonia Warschau in 2010, een jaar nadat hij bij het eerste elftal werd gehaald. In de daaropvolgende drie seizoenen scoorde hij 8 doelpunten in 57 competitiewedstrijden in de Poolse Ekstraklasa. Vevrolgens verhuisde hij transfervrij naar UC Sampdoria, waar hij een vierjarig contract tekende. Vervolgens werd Wszołek aan Hellas Verona verhuurd in 2015, en in 2016 definitief overgenomen van Sampdoria. 
In 2016 werd Wszołek speler van Queens Park Rangers op huurbasis van Hellas Verona, Wszołek werd definitief overgenomen door de Engelse club in 2017.
Wszołek keerde terug naar Polen om te spelen voor Legia Warschau, hier bleef hij twee seizoenen en werd verkocht aan Union Berlin, uiteindelijk keerde Wszołek weer terug bij Legia op 27 januari 2022, eerst op basis van huur en daarna geheel overgenomen op 7 juli 2022.

## Interlandcarrière
Wszołek debuteerde op 12 oktober 2012 in het Pools nationaal elftal in een vriendschappelijke interland tegen Zuid-Afrika.
1 Montipò ·
3 Frese ·
4 Daniliuc ·
5 Faraoni  ·
6 Belahyane ·
7 Lambourde ·
8 Lazović ·
9 Sarr ·
10 Mitrović ·
11 Tengstedt · 
12 Bradarić ·
13 Cruz ·
14 Livramento ·
15 Okou ·
16 Chiesa ·
17 Sishuba ·
18 Harroui ·
20 Kastanos ·
21 Silva ·
22 Berardi ·
23 Magnani ·
25 Serdar ·
27 Dawidowicz ·
28 Luna ·
29 Alidou ·
31 Suslov ·
33 Duda ·
34 Perilli ·
35 Mosquera ·
38 Tchatchoua ·
42 Coppola ·
72 Ajayi ·
80 Cissé ·
82 Corradi ·
87 Ghilardi ·
99 Nwanege ·
Coach: Baroni
· Assistent-coach: Bocchetti